# مجموعة جزر جوينفيل

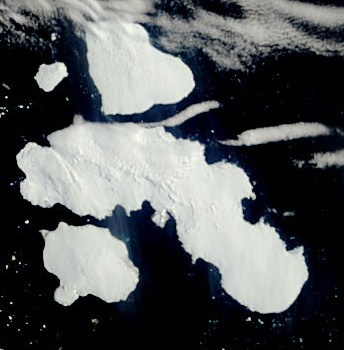
صورة بالأقمار الصناعية لمجموعة جزر جوينفيل

مجموعة جزر جوينفيل هي مجموعة من الجزر الواقعة في المنطقة القطبية الجنوبية قبالة الطرف الشمالي الشرقي من شبه الجزيرة القطبية الجنوبية، حيث يفصل الممر المائي القطبي الجنوبي مجموعة جزر جوينفيل عن شبه الجزيرة القطبية الجنوبية. تقع جزيرة جوينفيل وهي أكبر جزر مجموعة جزر جوينفيل عند إحداثيات . وتقع جزيرة دو أورفيل مباشرةً إلى الشمال من جزيرة جوينفيل وتفصل قناة لارسن بينهما. وجزيرة دو أورفيل هي أقصى جزيرة تقع شمالاً ضمن مجموعة جزر جوينفيل، حيث تقع عند الإحداثيات .
اكتشفت بعثة استكشافية فرنسية تحت أمرة القبطان جول دومون دو أورفيل مجموعة جزر جوينفيل عام 1838.